# Varacskosfejű leguán
A varacskosfejű leguán - más néven galápagosi szárazföldi leguán - (Conolophus subcristatus) a hüllők (Reptilia) osztályába a  pikkelyes hüllők (Squamata) rendjébe a gyíkok (Sauria)  alrendjébe és a leguánfélék (Iguanidae) családjába tartozó faj.

## Evolúciós története
A kutatók elmélete szerint a varacskosfejű leguánok és a tengeri leguánok közös ősből fejlődtek ki, mióta Dél-Amerikából megérkeztek a szigetekre, feltehetően tutajszerű hordalék útján. A tengeri leguán körülbelül 8 millió évvel ezelőtt vált el a varacskosfejű leguántól, ami a Galápagos-szigetek kialakulása előtt történt. Ezért azt feltételezik, hogy az ősi fajok a vulkáni szigetcsoport olyan részeit lakták, amelyek mára víz alá kerültek. A két faj kölcsönösen termékeny maradt annak ellenére is, hogy külön nembe vannak besorolva, és ahol elterjedési területük átfedi egymást, időnként a keveredésre is sor kerül.

## Elterjedése
A Galápagos-szigetek endemikus faja; a Fernandina, Isabela, Santa Cruz, Észak Seymour, Baltra-és a Dél Plaza-sziget szigeteinek száraz éghajlatú alföldein lelhető fel.

## Megjelenése

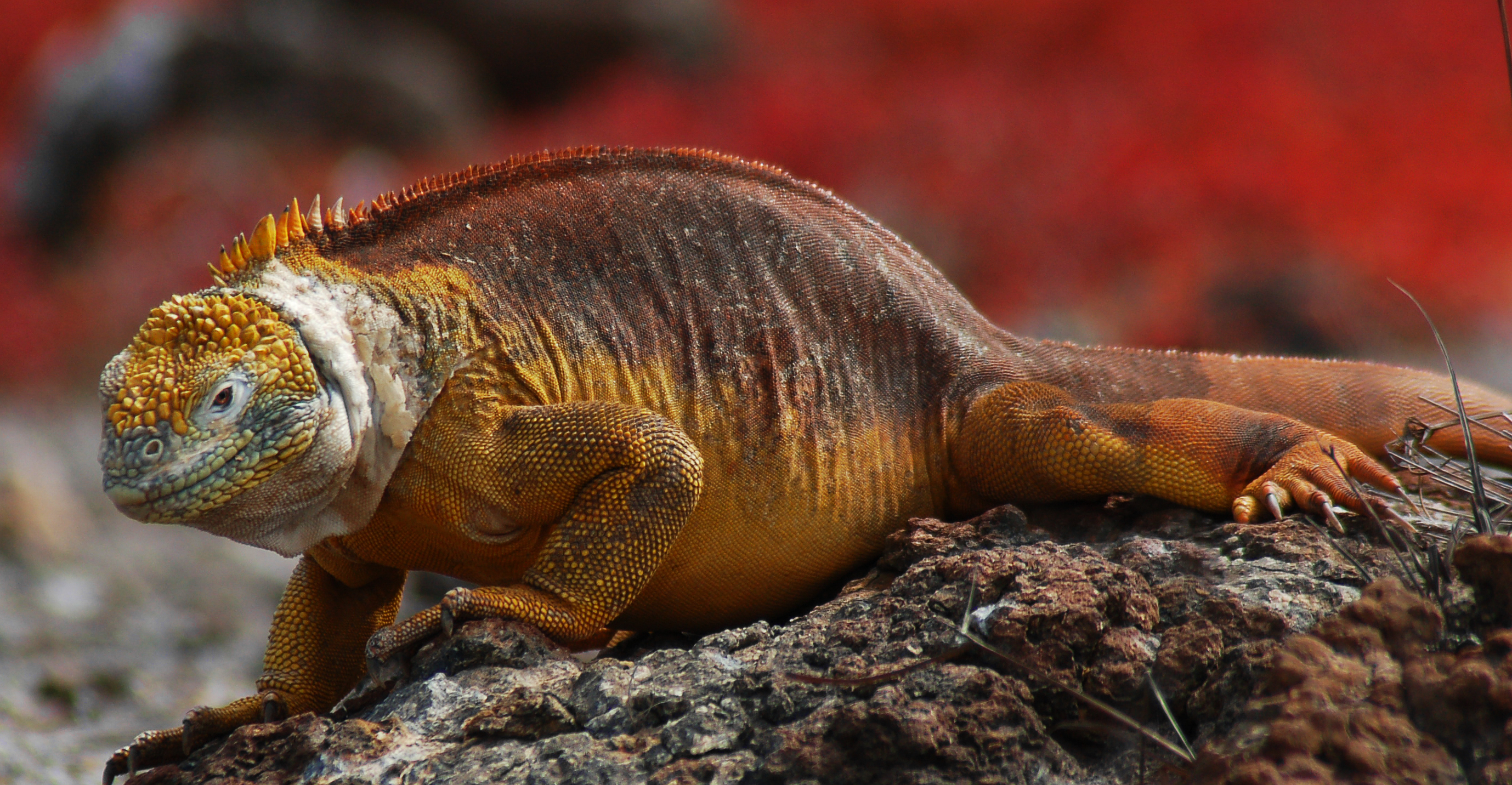

Charles Darwin úgy írta le a varacskosfejű leguánokat, mint "csúnya állatok, melyek alul sárgás narancssárga, felül barnásvörös színűek: alacsony arcszögükből nézve kifejezetten ostoba megjelenésűek." A világ legnagyobb gyíkjainak egyike, amely 0,9-1,5 méteresre nőhet, testtömege akár 13 kg is lehet, attól függően, hogy melyik szigeten él.
 Hidegvérű, ezért vulkanikus kőzeten sütkérezve szívja fel a nap hőjét, éjszaka pedig odúban alszanak, hogy megőrizze testhőmérsékletét. A madarakkal is szimbiotikus kapcsolatot ápol; a madarak eltávolítják az élősködőket és a kullancsokat az állat bőréből, ezzel enyhülést biztosítva a leguánnak és táplálékot adva a madaraknak.

## Életmódja

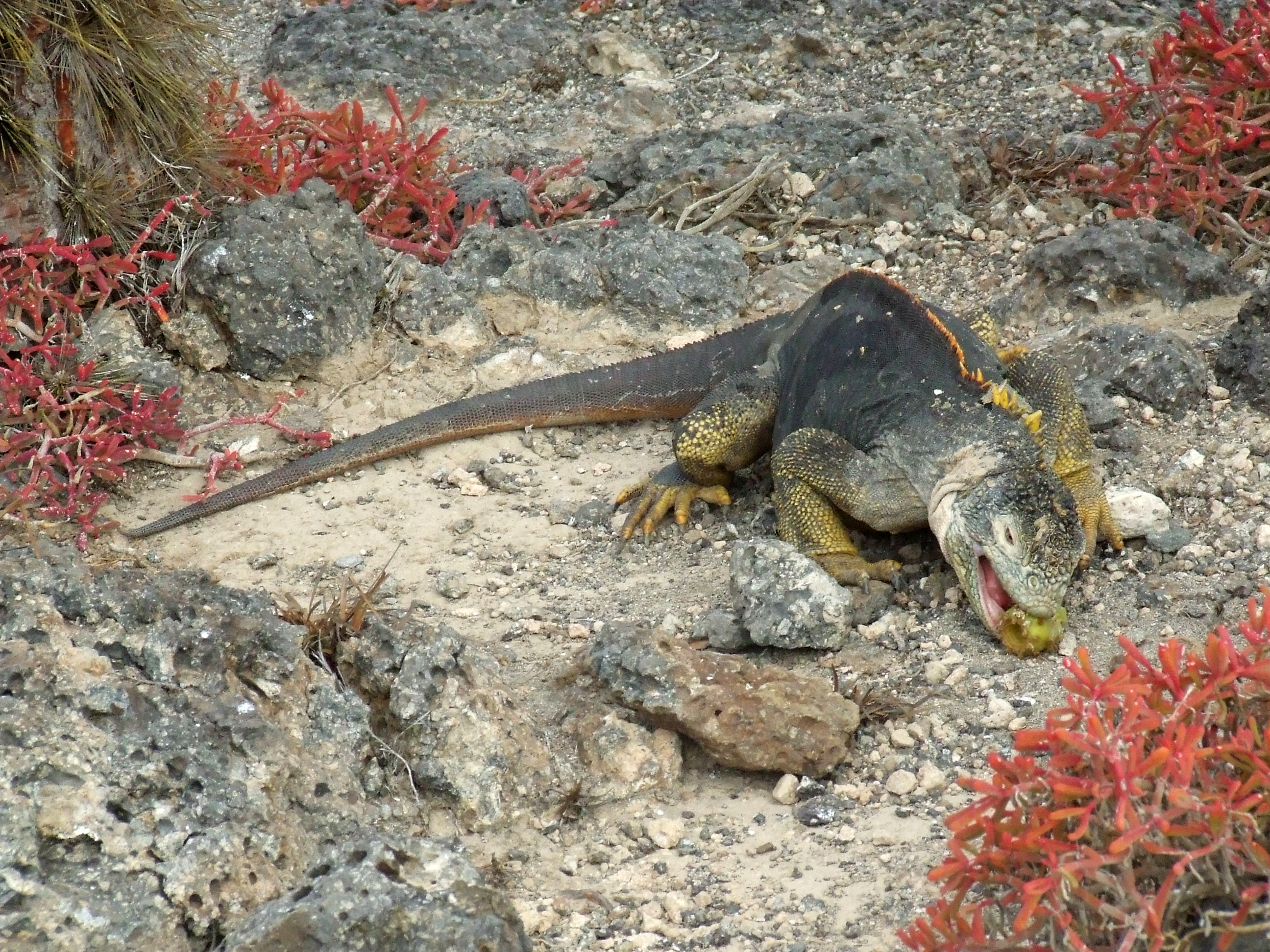
Táplálkozik

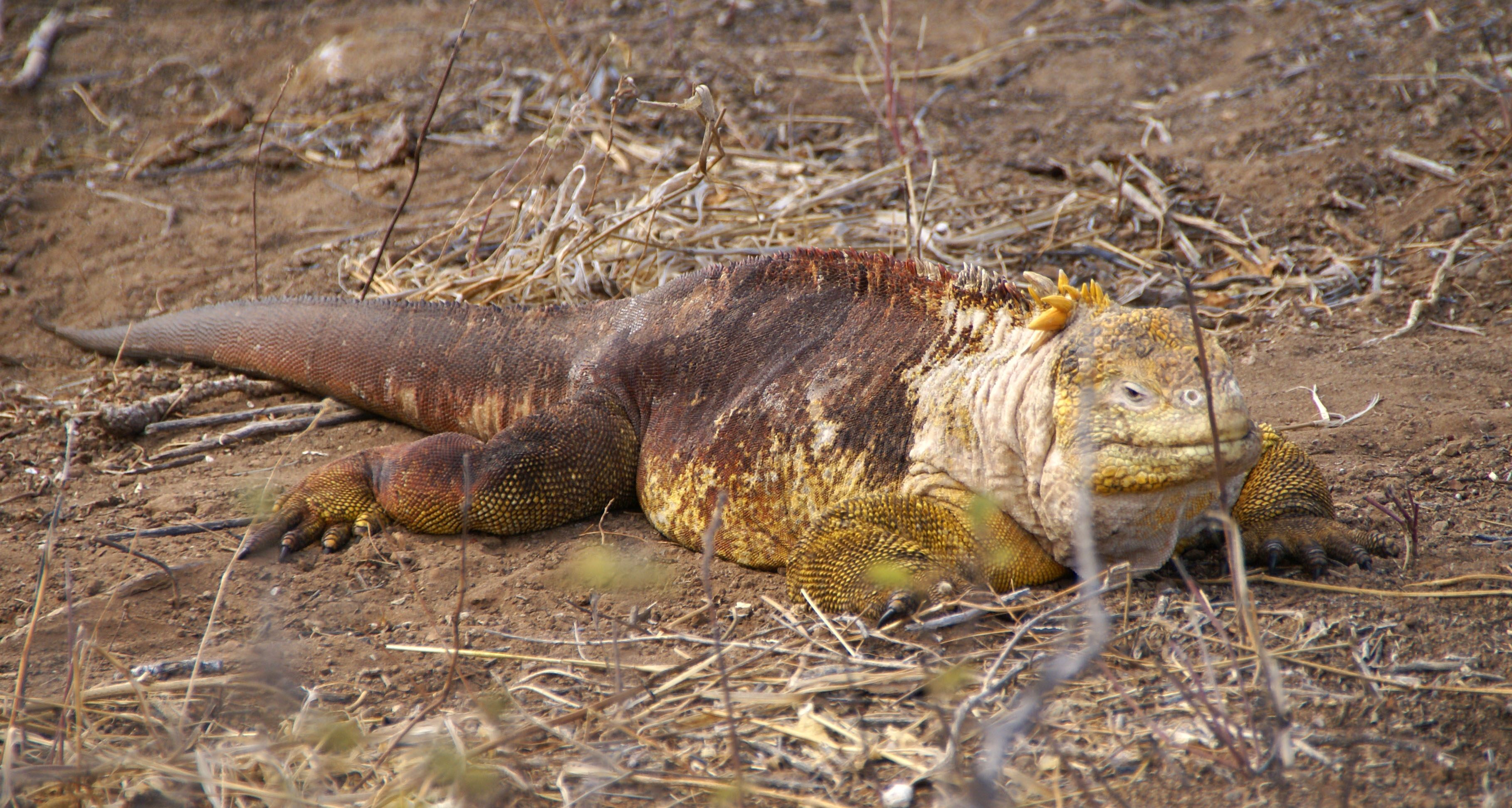
Sütkérezik

A varacskosfejű leguánok elsősorban növényevők; néhány egyed azonban bebizonyította, hogy opportunisták is tudnak lenni, révén, hogy étrendjüket rovarokkal, százlábúakkal és dögökkel egészítik ki. Mivel szigeti élőhelyein kevés édesvíz található, ezért vízigényének nagy részét a fügekaktuszból nyeri, amely táplálékának 80%-át teszi ki. A növény minden részét elfogyasztják, beleértve a gyümölcsöket, virágokat, párnákat és még a tüskéket is.

Az esős évszakban a rendelkezésre álló állóvizekből iszik, és a porcsinfélék sárga virágait se veti meg.
A varacskosfejű leguán élettartama 60-69 év.

## Szaporodása
A varcskosfejű leguán 8-15 éves kora között válnik ivaréretté, attól függően, hogy melyik szigetről származik. A párzási időszak szigetenként is változó, de nem sokkal a párzás után a nőstény homokos területekre vándorol, hogy fészket rakjon és egyszerre 2-20 tojást rak le egy körülbelül 50 cm mély odúba. A fiatal állatok 90-125 nap után kelnek ki a tojásból.
A Dél Plaza-szigeten, ahol a tengeri leguánok és a varacskos leguánok elterjedése átfedi egymást, a két faj időnként keveredik egymással, így hibrid leguánok jönnek világra, melyek a két fajok jellemzőinek keverékét mutatják. A legvalószínűbb "vegyes" kapcsolat a hím tengeri leguánok és a nőstény varacskosfejű leguánok között alakul ki. Annak ellenére, hogy az evolúció során a két különböző nemből származó faj hosszú ideje szétvált egymástól, a hibrid utódok életképesek, bár valószínűleg sterilek, mint ahogy az öszvér is.

## Természetvédelmi helyzete
Becslések szerint 5000-10 000 egyede él a Galápagos-szigeteken. Ezen leguánfaj egy időben olyan nagy számban volt jelen Santiago szigetén, hogy Charles Darwin megjegyezte, amikor King James-szigetnek nevezték, hogy "...amikor Jamesnél hagytak minket, egy ideig nem találtunk üregeiktől szabad helyet, ahol felverhettük volna egyetlen sátrunkat." Az azóta eltelt években teljes populációkat (beleértve a Santiago-szigetei populációt is) megritkították a behurcolt állatok, többek között a sertések, patkányok, macskák és kutyák.

## Fordítás
- Ez a szócikk részben vagy egészben  a   Galapagos land iguana című angol Wikipédia-szócikk fordításán alapul.  Az eredeti cikk szerkesztőit annak laptörténete sorolja fel. Ez a jelzés csupán a megfogalmazás eredetét és a szerzői jogokat jelzi, nem szolgál a cikkben szereplő információk forrásmegjelöléseként.